# Las Grullas
Las Grullas är en ort i Mexiko.   Den ligger i kommunen Rioverde och delstaten San Luis Potosí, i den centrala delen av landet, 300 km norr om huvudstaden Mexico City. Las Grullas ligger 1 019 meter över havet och antalet invånare är 347.
Terrängen runt Las Grullas är mycket platt, och sluttar söderut. Runt Las Grullas är det ganska glesbefolkat, med 29 invånare per kvadratkilometer. Närmaste större samhälle är Ciudad Fernández, 15,3 km söder om Las Grullas. Trakten runt Las Grullas består i huvudsak av gräsmarker.